# Anatolij Starostin
Anatolij Vasilevič Starostin (in russo Анатолий Васильевич Старостин?; Dušanbe, 18 gennaio 1960) è un ex pentatleta sovietico.

## Palmarès
In carriera ha conseguito i seguenti risultati:
Per l' Unione Sovietica
- Giochi olimpici:

Mosca 1980: oro nel pentathlon moderno individuale ed a squadre.
- Mondiali:

Budapest 1979: bronzo nel pentathlon moderno a squadre.
Roma 1982: oro nel pentathlon moderno a squadre ed argento individuale.
Warendorf 1983: oro nel pentathlon moderno individuale ed a squadre.
Melbourne 1985: oro nel pentathlon moderno a squadre ed argento individuale.
Budapest 1989: argento nel pentathlon moderno a squadre e bronzo staffetta a squadre.
Lahti 1990: oro nel pentathlon moderno a squadre ed argento individuale.
- Europei

Umeå 1989: oro nel pentathlon moderno a squadre.
Per la  Squadra Unificata
- Giochi olimpici:

Barcellona 1992: argento nel pentathlon moderno a squadre.